# Clarinbridge
Clarinbridge (iriska: Droichead an Chláirín) är en ort i republiken Irland.   Den ligger i grevskapet County Galway och provinsen Connacht, i den centrala delen av landet, 180 km väster om huvudstaden Dublin. Clarinbridge ligger 8 meter över havet och antalet invånare är 389.
Terrängen runt Clarinbridge är platt.Runt Clarinbridge är det ganska glesbefolkat, med 21 invånare per kvadratkilometer. Närmaste större samhälle är Galway, 12,4 km väster om Clarinbridge. Trakten runt Clarinbridge består i huvudsak av gräsmarker.